# John Lomax
John Avery Lomax, född 23 september 1867 i Goodman, Mississippi, USA, död 26 januari 1948 i Greensville, Mississippi, var en amerikansk folklorist, kompositör, sångtextförfattare, och musiksamlare för Library of Congress. Han är far till Alan Lomax.
Lomax Cowboy Songs and Other Frontier Ballads (1910) var ett banbrytande verk i studiet av den amerikanska folkvisan. Lomax utgav en mängd samlingar av visor, sånger och hymner som han hämtat från större delen av USA, och spelade en avgörande roll för Leadbellys karriär. Han beskrev sina upplevelser i Adventures of a Ballad Hunter (1947).